# 梅日里奇 (扎波罗热州)
47°36′12″N 36°25′8″E / 47.60333°N 36.41889°E
梅日里奇（羅馬化：Mezhyrich）是位於烏克蘭東南部的村莊，由扎波羅熱州波洛希區的費多里夫卡市鎮負責管轄。該村始建於1880年，面積0.41平方公里，海拔高度125米，2001年人口44，人口密度每平方公里108.1人。